# George Bellows

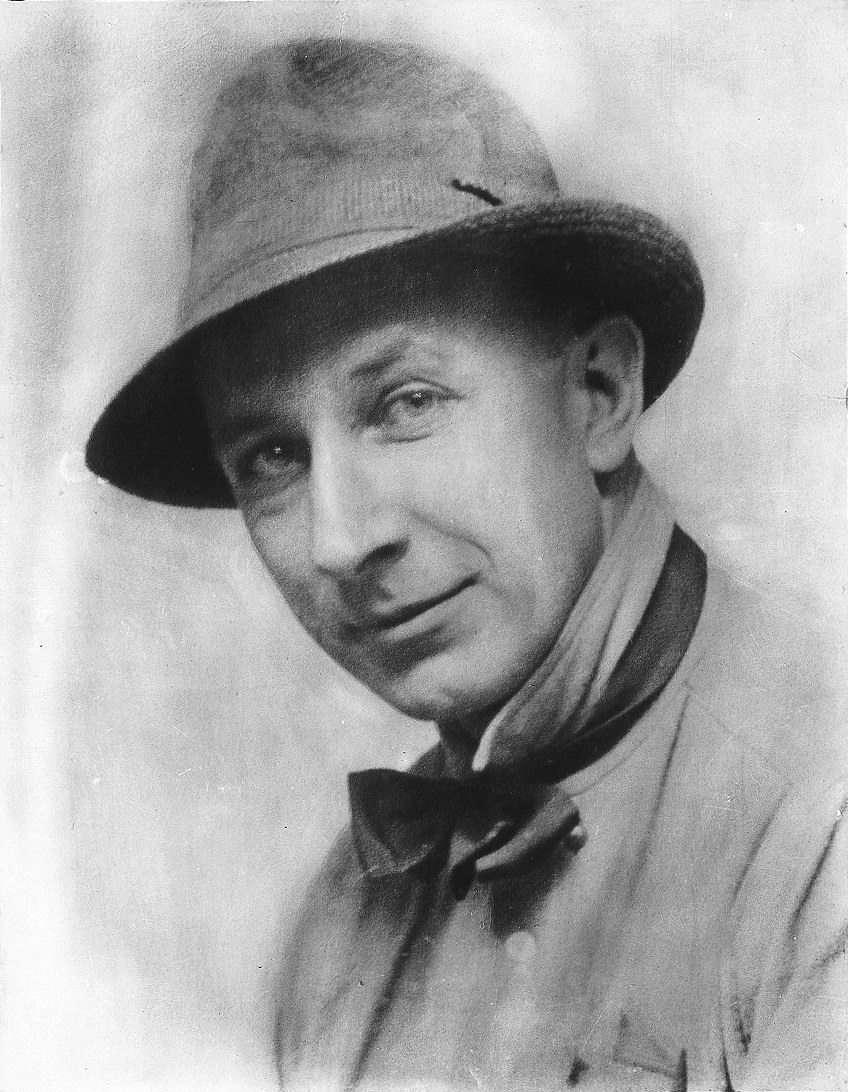
Portret van George Wesley Bellows, ca. 1900, Smithsonian American Art Museum, Washington

George Wesley Bellows (Columbus, Ohio, 12 augustus 1882 - New York, 8 januari 1925) was een Amerikaans kunstschilder en lithograaf. Hij wordt gerekend tot het Amerikaans realisme en was verwant met de Ashcan School.

## Leven
Bellows was de zoon van een architect en studeerde Engelse literatuur aan de Ohio State University. Na drie jaar brak hij zijn studie af, trok naar New York en werd daar illustrator. Hij schreef zich in aan de New York School of Art van William Merritt Chase en ontmoette daar zijn grote voorbeeld en levenslange vriend Robert Henri. Onder invloed van Henri, die als voorman gold van de Ashcan School, begon ook Bellows te schilderen in de stijl van het Amerikaans Realisme, geïnspireerd door het leven in de grote stad, meer in het bijzonder New York.
Bellows ontwikkelde een eigen stijl die opviel door de snelle penseelstreken, met een voorliefde voor het schilderen van arbeiders, vaak op bouwplaatsen, en gestreste mensen in de drukte. Ook maakte hij landschappen en zeegezichten. Op latere leeftijd zou hij zich vooral toeleggen op de portretkunst. Veel van zijn werk is vrij donker van toonzetting. Bellows bleef ook zijn hele leven werken als illustrator, onder meer voor Vanity Fair en Harper's Weekly. Na 1916 richtte hij zich verder op commerciële lithografie en trok de aandacht met een serie litho's van bokswedstrijden.
In 1909 werd hij lid van de National Academy of Design. Vanaf 1910 gaf Bellows les aan de Art Students League of New York, vanaf 1919 aan de University of Chicago Arts. Hij droeg bij aan het socialistische tijdschrift The Masses, maar verliet dit vanwege zijn actieve steun voor de Amerikaanse deelname aan de Eerste Wereldoorlog.
In 1913 was Bellows medeorganisator van de Armory Show, waar hij ook zelf exposeerde. Hij was lid van de National Academy of Design en in 1916 medeoprichter van de Society of Independent Artists. Daarnaast doceerde hij vanaf 1911 aan de Art Students League of New York.
Bellows huwde in 1919 met Emma Story, met wie hij twee dochters kreeg. Hij overleed in 1925, op 42-jarige leeftijd. In 1926 vond een grote overzichtstentoonstelling van zijn werk plaats in het Metropolitan Museum of Art te New York.

## Musea
De schilderijen en werken van George Bellows zijn opgenomen in de collecties van grote Amerikaanse musea, waaronder de National Gallery of Art in Washington, D.C. , de Memorial Art Gallery van de Universiteit van Rochester, in Rochester, New York, en de Whitney Museum of American Art en het Museum voor Moderne Kunst in New York. Het Columbus Museum of Art, gelegen in Columbus, de geboorteplaats van Bellows, heeft ook een grote collectie portretten van hem en New Yorkse straattaferelen.

## Galerij

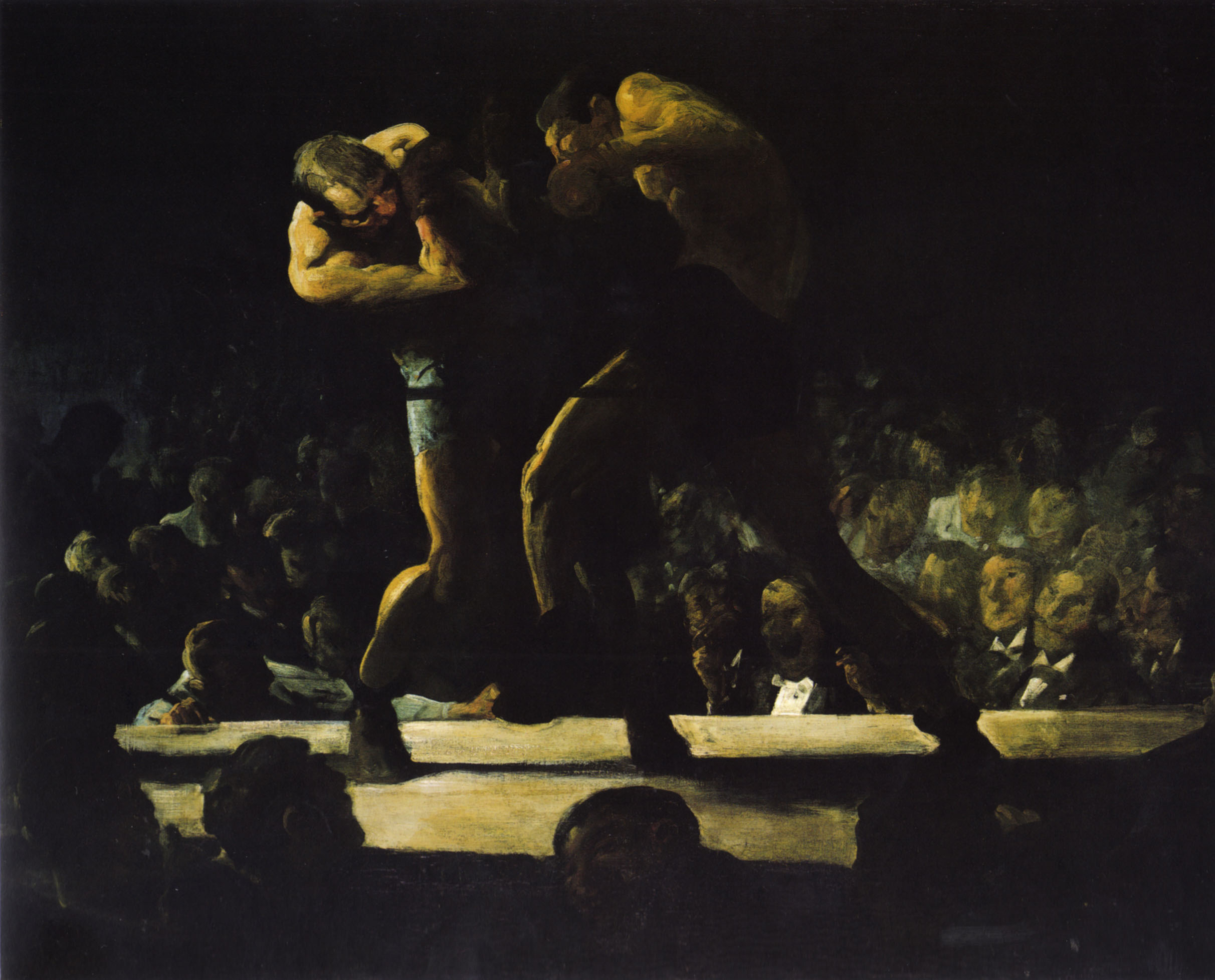
Night in the Club, 1907, National Gallery of Art, Washington
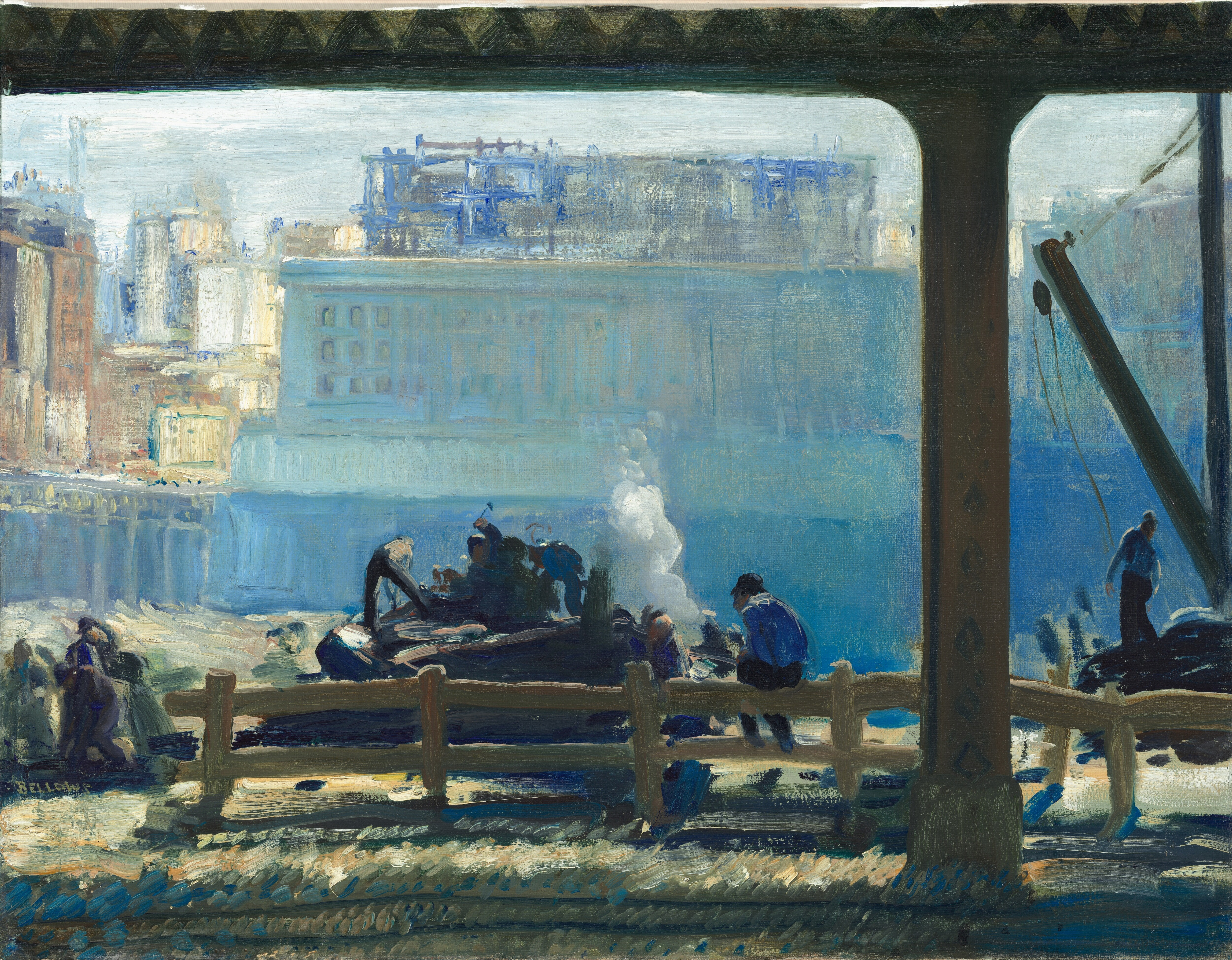
Blue Morning,, 1909, National Gallery of Art, Washington
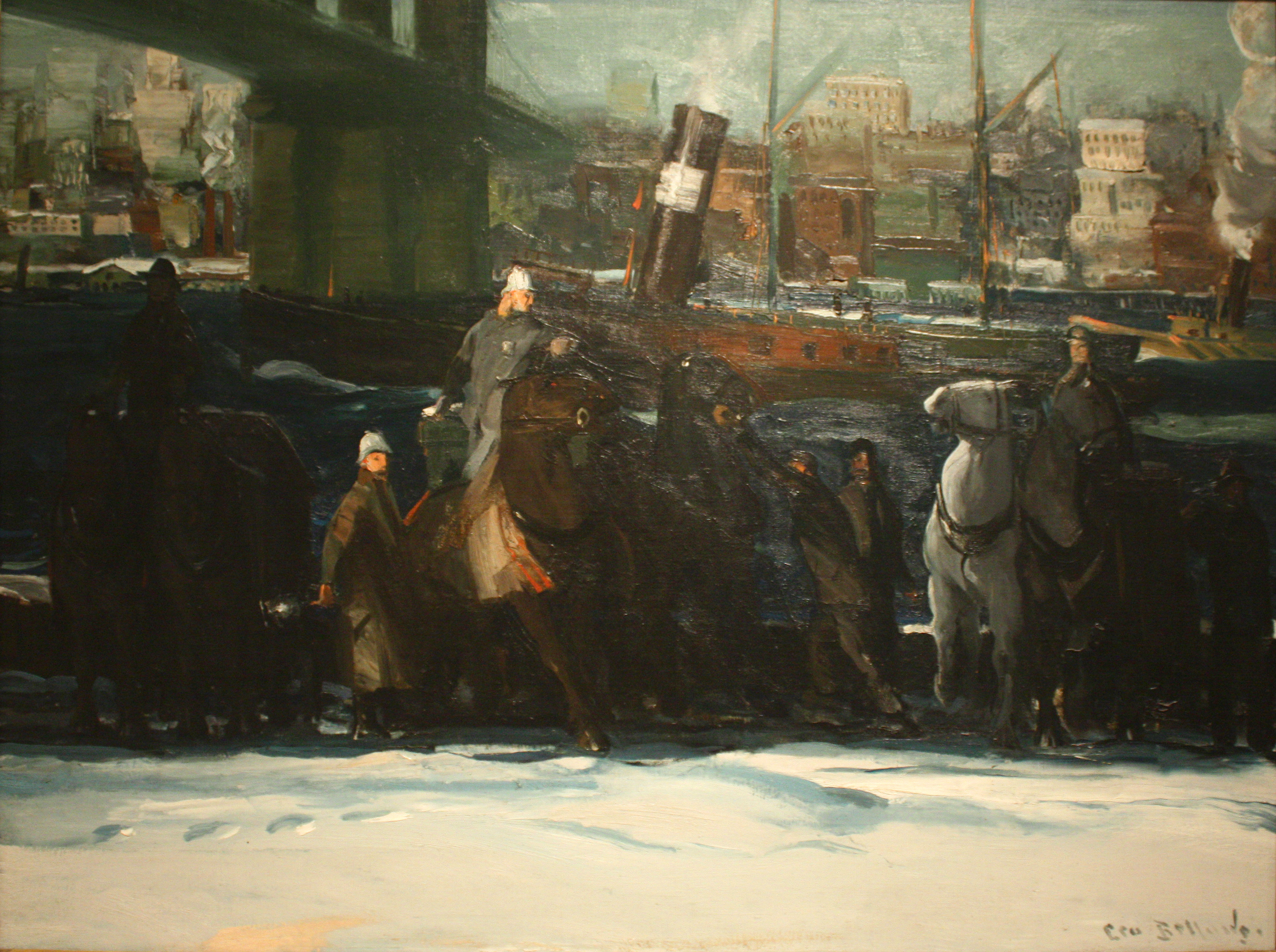
Snow Dumpers, 1911, Columbus Museum of Art, Columbus
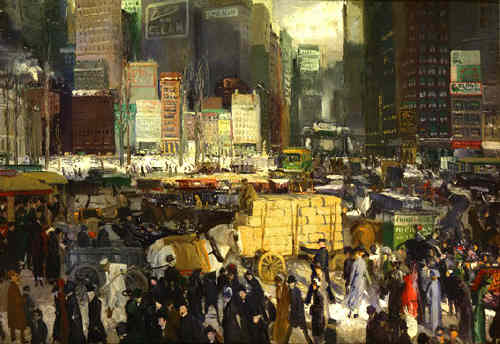
New York, 1911
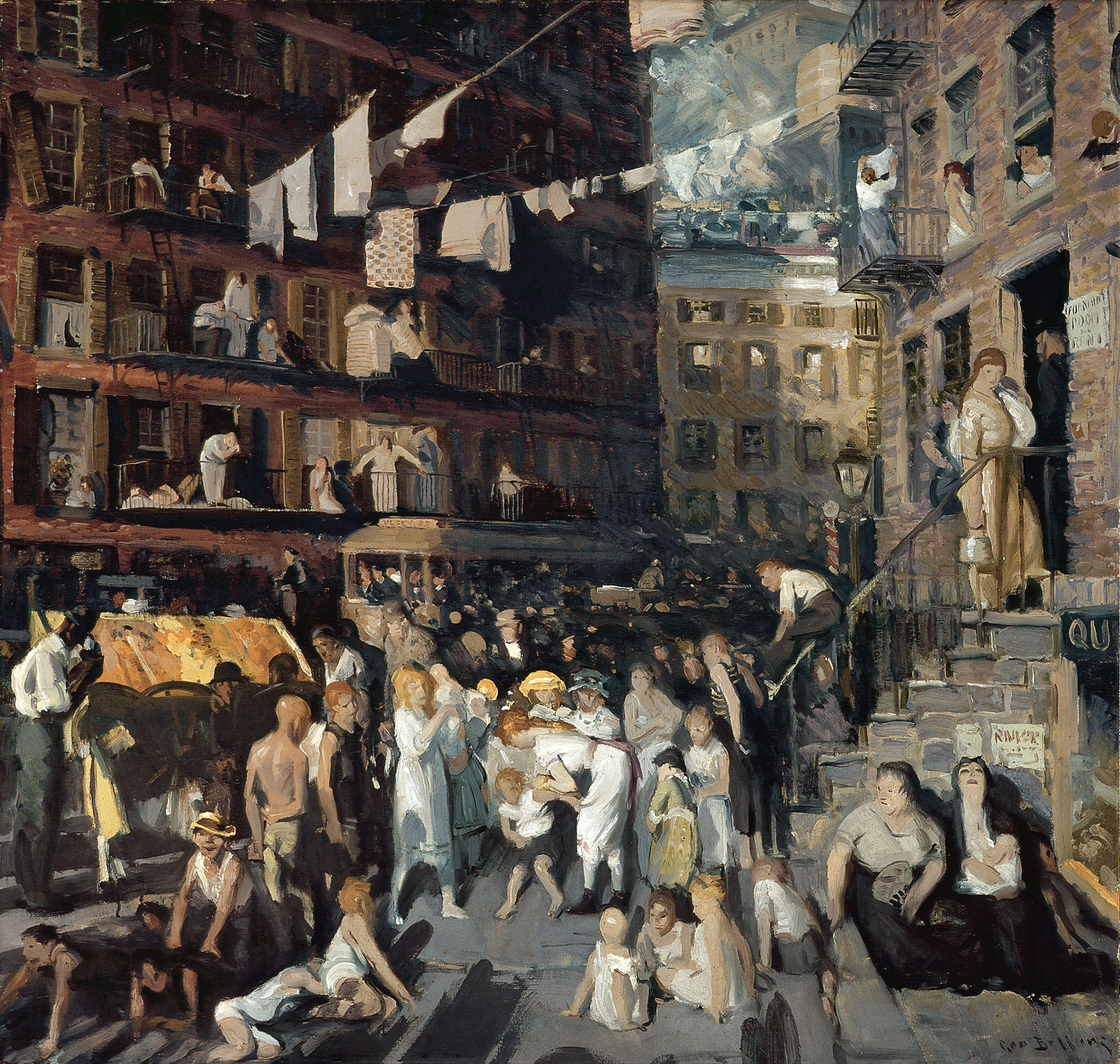
Steaming Streets, 1913, Los Angeles County Museum of Art
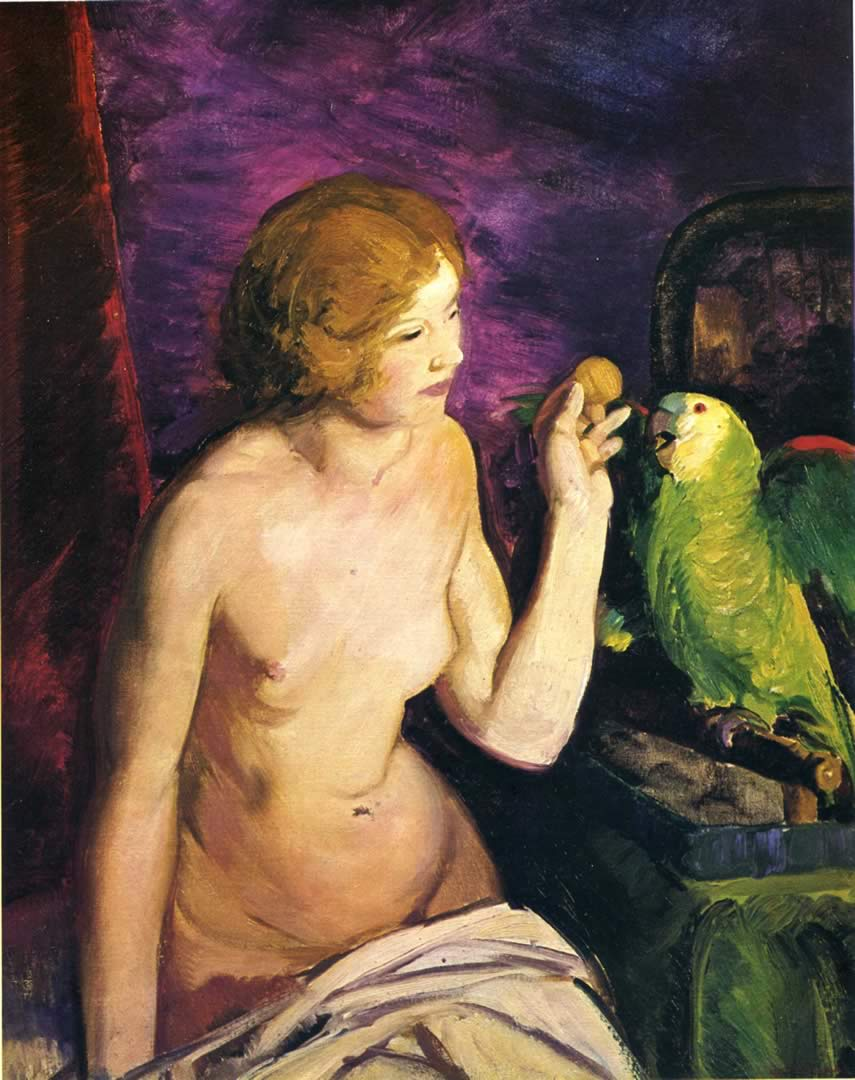
Nude Girl and Parrot, 1915
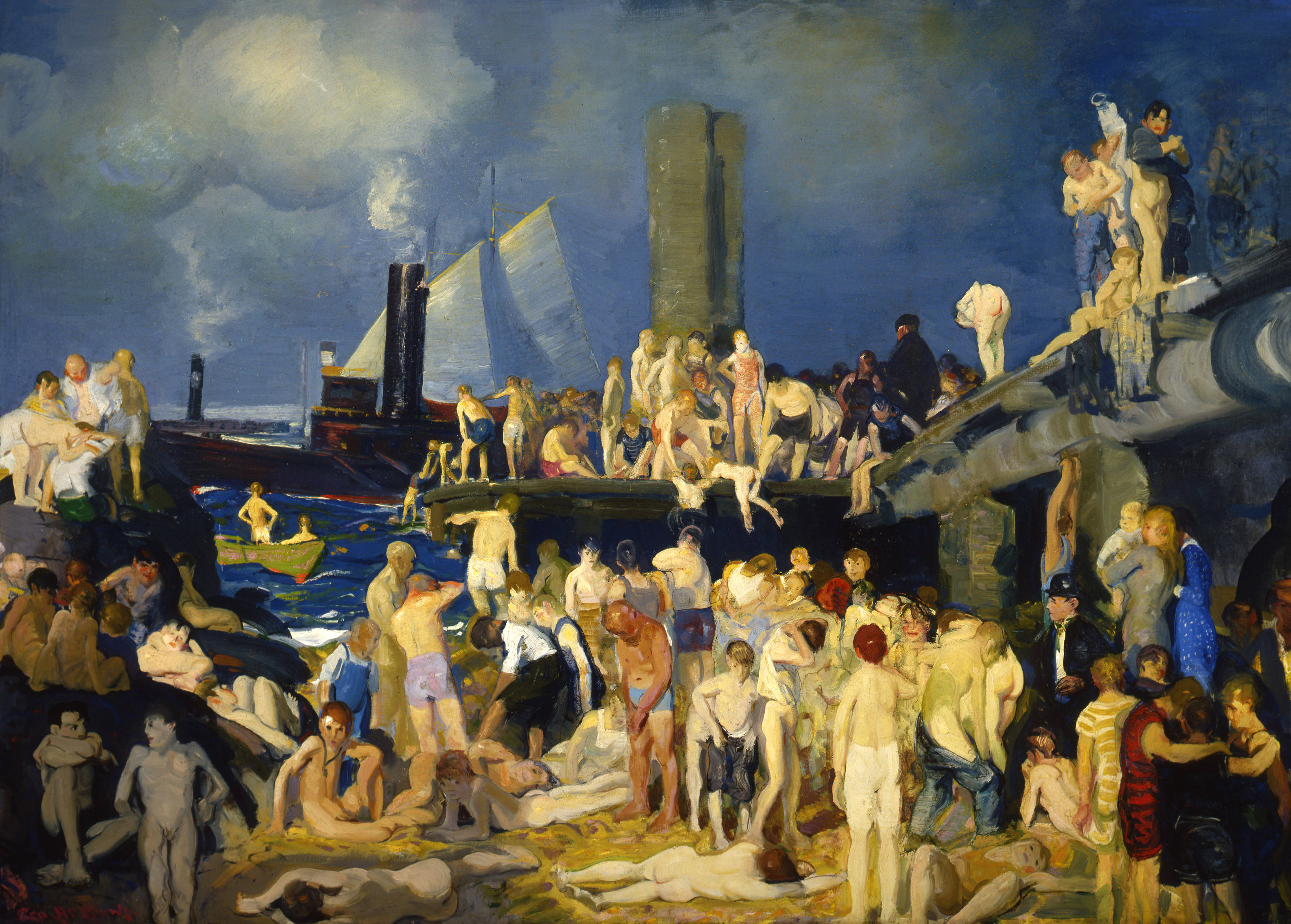
River Front, 1915, Columbus Museum of Art
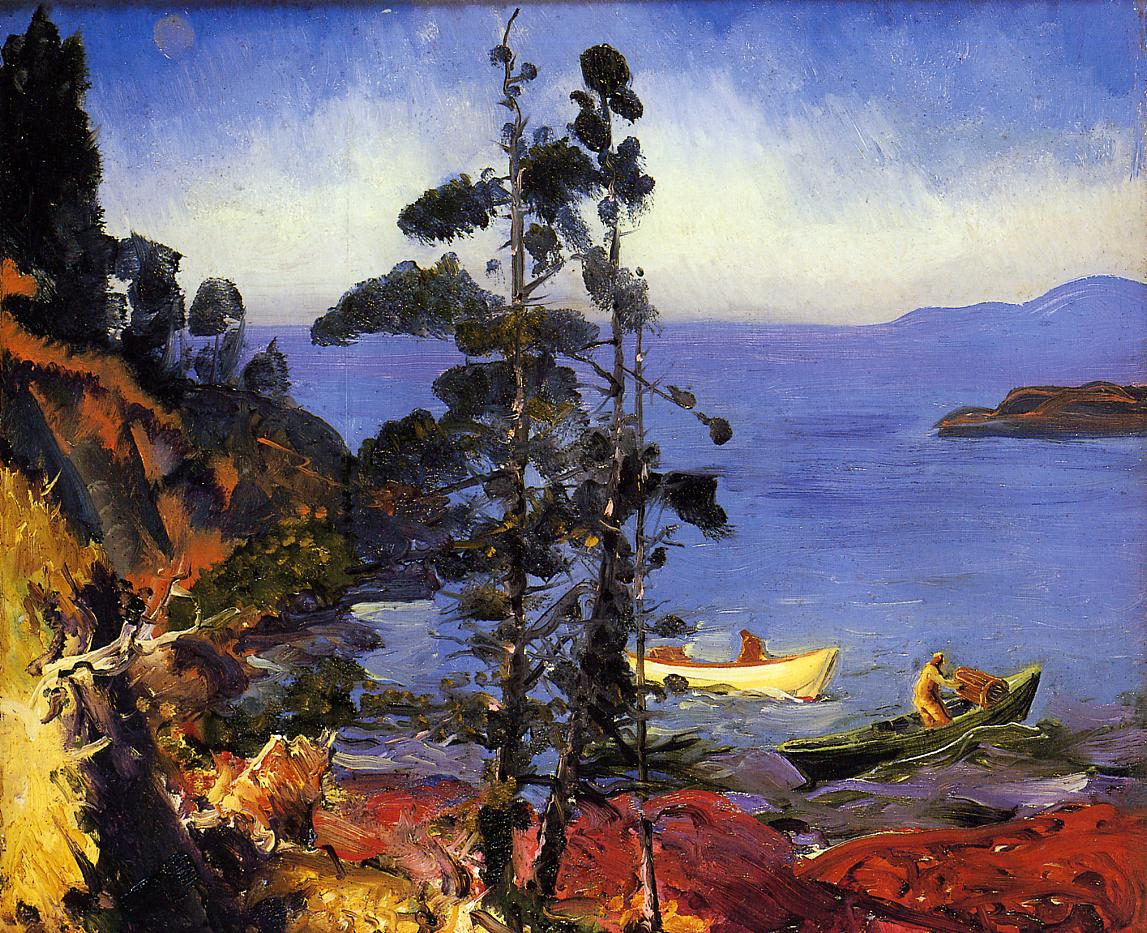
Evening Blue, 1916
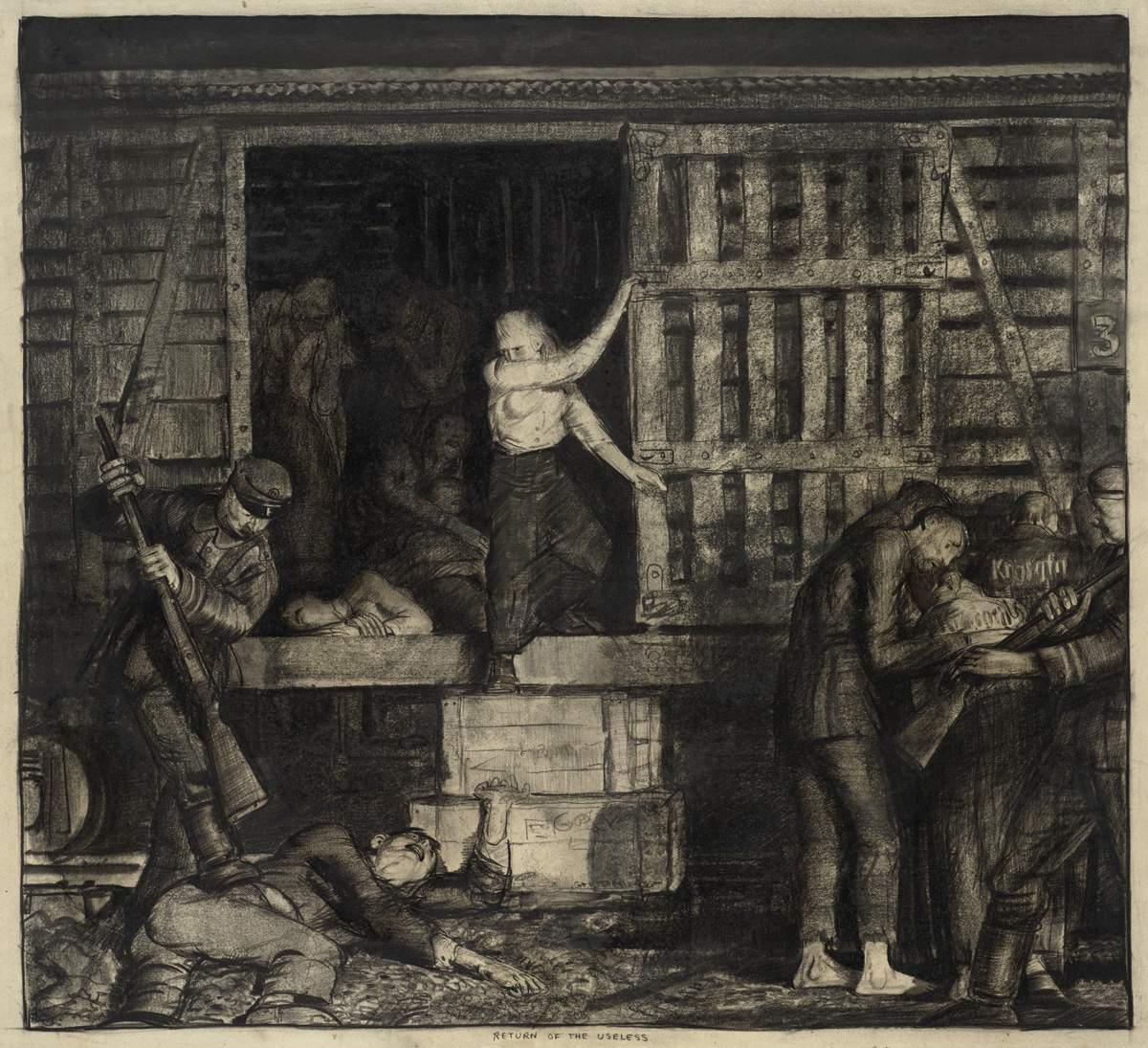
Return of the Useless, 1918, gepubliceerd in Everybody's Magazine, ter illustratie van "Belgium: The Crowning Crime", Boston Public Library
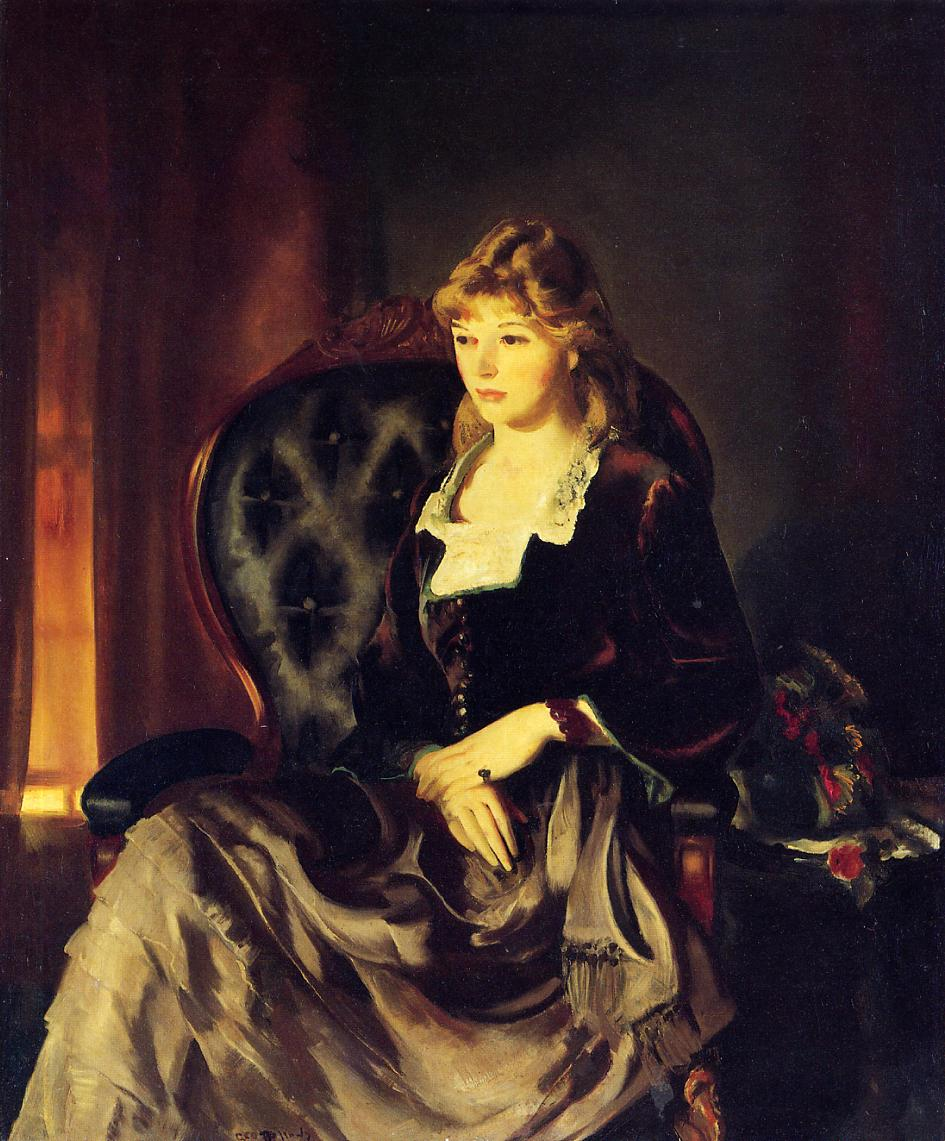
Katherine Rosen, 1921, Yale University Art Gallery, New Haven (Connecticut)